# Az-Zahir Chuszkadan
Az-Zahir Chuszkadan (arab. ‏الظاهر خشقدم‎; ur. 1404 w Kairze, zm. 9 października 1467 tamże) – władca Mameluków w latach 1461–1467.